# Kanton Tarbes-1
Der Kanton Tarbes-1 ist seit 1973 ein französischer Wahlkreis im Arrondissement Tarbes im Département Hautes-Pyrénées in der Region Okzitanien.
Der Kanton besteht aus dem nordwestlichen Teil der Stadt Tarbes mit insgesamt 14.040 Einwohnern (Stand: 2022).

## Politik
Im 1. Wahlgang am 22. März 2015 erreichte keines der vier Kandidatenpaare die absolute Mehrheit. Bei der Stichwahl am 29. März 2015 gewann das Gespann Frédéric Laval/Virginie Siani Wembou (beide PS) gegen Daniel Chardenoux/Myriam Mendez (beide Union de la Droite|UD) mit einem Stimmenanteil von 55,18 % (Wahlbeteiligung: 43,24 %).
| Vertreter im Departementrat des Départements | Vertreter im Departementrat des Départements | Vertreter im Departementrat des Départements |
| Amtszeit                                     | Name                                         | Partei                                       |
| -------------------------------------------- | -------------------------------------------- | -------------------------------------------- |
| 2015–                                        | Frédéric Laval Virginie Siani Wembou         | PS                                           |